# Dana Chladek
Dana Chladek, née le 27 décembre 1963 à Děčín en République Tchèque, est une kayakiste américaine pratiquant le slalom.

## Palmarès

### Jeux olympiques de canoë-kayak slalom
- 1992 à Barcelone,  Espagne
  -  Médaille de bronze en K-1 slalom
- 1996 à Atlanta,  États-Unis
  -  Médaille d'argent en K-1 slalom [1]